# ユネスコ村駅
ユネスコ村駅（ユネスコむらえき）は、埼玉県所沢市上山口にあった西武鉄道山口線の駅である。

## 概要
軽便規格当時の山口線「おとぎ電車」の終着駅である。ユネスコ村の西側入口付近、金乗院（山口観音）境内の北側に所在し、狭山線狭山湖駅（現・西武球場前駅）とは数百メートル離れて立地していた。
駅構造は相対式2面2線で、駅舎はホームの東側にあった。駅舎はヨーロッパ風の外観を有する建物で、食堂「ユネスコ食堂」なども設けられてユネスコ村の玄関口となっていた。遊園地前駅と同様に遊戯施設（遊覧鉄道）としての雰囲気が色濃く残る駅であった。
山口線の新交通システム転換に際して、1985年（昭和60年）4月に廃止となった。
なお、新交通システム転換後の山口線の終着駅は西武球場前に移転・統合された。「おとぎ電車」は西武ライオンズ球場（現・西武ドーム）の南端から西方にかけて大きく迂回する経路を辿ってユネスコ村（西武球場前駅の北西）に至っていたが、現在線は同球場の東端より北上して西武球場前駅構内の南東に至り、狭山線ホームと並行して設置された山口線ホームに到着する経路となっている。

## 歴史
1950年（昭和25年）8月に多摩湖ホテル前（後の遊園地西）- 上堰堤間で運行を開始した西武園遊園地（当時）の遊戯施設「おとぎ線」は、1951年（昭和26年）9月のユネスコ村開園に合わせ、西武園遊園地・ユネスコ村の両施設を結ぶ路線として整備するため、上堰堤 - ユネスコ村間をユネスコ村開園と同日の9月16日に延伸開業した。延伸に際して当駅は新たな終着駅として開業したが、従来の終着駅であった上堰堤駅は信号場に格下げされ、「山口信号所」と改称されている。
1952年（昭和27年）7月に「おとぎ線」は地方鉄道法に基く地方鉄道へ転換され、「山口線」と改称されたことに伴って、当駅も単なる遊戯施設の乗車場から鉄道路線の駅（停車場）に昇格した。
山口線の施設更新・新交通システム転換に先立つ1984年（昭和59年）5月13日をもって「おとぎ電車」としての山口線は運行を終了し、当駅も営業休止扱いとなった。翌1985年（昭和60年）4月25日に新交通システム路線として山口線が運行を再開したことに伴い、同日付で「おとぎ電車」の遊園地前 - ユネスコ村間は廃止となり、当駅も廃駅となった。

### 年表
- 1951年（昭和26年）9月16日：西武園遊園地の遊戯施設「おとぎ線」の路線延伸により開業。
- 1952年（昭和27年）7月15日：「おとぎ線」の地方鉄道転換ならびに「山口線」への改称に伴い停車場に昇格。山口線の駅となる。
- 1984年（昭和59年）5月14日：新交通システム転換工事のため休止。
- 1985年（昭和60年）4月25日：新交通システム転換に伴い休止のまま廃止。

## 隣の駅
西武鉄道
■山口線（軽便鉄道時代）
遊園地前駅 - （中峯信号所）- （山口信号所） - ユネスコ村駅

## 廃駅後の状況
敷地がユネスコ村の園内であったこともあり、廃止後も駅舎および付帯する設備は資料館として存置された。構内に軽便規格当時の山口線で運用された5形蒸気機関車が機関車1台毎に30系客車4両ずつ（527号にダブルルーフ型の32・31・34・33号、532号にシングルルーフ型の36・37・38・35号）を連結した形で静態保存され、駅舎内には各種記念品などが展示されたほか、かつて池袋線などで運用された旧型電車「赤電」の一形式である551系電車クモハ559の前頭部のみのカットモデルも展示保存された。
しかし、1990年（平成2年）11月に園内再開発のためユネスコ村は一旦営業を休止し、これら保存物は旧駅舎を含め全て撤去され、跡地には回転式展望台「UFO」が新設された。その後ユネスコ村はゆり園を除いて2006年（平成18年）9月末をもって閉園（営業休止）となり、それに伴って「UFO」も撤去された。ユネスコ村の営業再開や再開発に関しては未定であることから、現状の同地は荒れるた状態になっている。
一方、駅手前までの廃線跡は現存しており、現在は山口観音敷地内の墓地から同寺の千体観音堂入口前を通り、レストラン「ブルーベリー」の裏手から雑木林の中の細い砂利道に転換されている。特に山口観音西側の部分については遊歩道として案内板が立てられている。